# Psolus byrdae
Psolus byrdae is een zeekomkommer uit de familie Psolidae.
De wetenschappelijke naam van de soort werd in 2010 gepubliceerd door Mark O'Loughlin & E. Whitfield.